# پویزدورف
پویزدورف (به آلمانی: Poysdorf) یک شهر و شهرک با حقوق شهرک و روستای سابق در اتریش است که در ناحیه میستلباخ واقع شده‌است. پویزدورف ۵٬۱۶۰ نفر جمعیت دارد.

## خواهرخوانده
شهر دتلباخ خواهرخواندهٔ پویزدورف هست.